# عقيدة الصحفي
يشير مفهوم عقيدة الصحفي إلى مدونة أخلاقيات كتبها الصحفي والتر ويليامز في حوالي عام 1960، بعد فترة وجيزة من تأسيس كلية ميزوري للصحافة.

## العقيدة
أؤمن بمهنة الصحافة.
أؤمن أن الدورية العامة قائمة على ثقة الجمهور؛ وتعمل كافة الجوانب المرتبطة بها على الوصول إلى القدر الكامل من المسؤولية، وهي إذن تعد وصية على الجمهور، وبالتالي يكون أي قبول بخدمة أقل مستوى من الخدمة العامة بمثابة خيانة لهذه الثقة.
أؤمن أن التفكير الواضح والبيانات الصريحة والدقة والنزاهة هي الجوانب الأساسية للوصول إلى مفهوم الصحافة الجيدة.
أؤمن أن الصحفي يجب أن يكتب الأخبار التي يؤمن بصحتها في نفسه.
أؤمن أن قمع الأخبار، لأي اعتبارات أخرى بخلاف رفاهية المجتمع، أمر غير مبرر.
أؤمن أنه يجب ألا يكتب أي شخص يعمل صحفي عن شيء لا يستطيع أن يقوله كرجل نبيل؛ فالرشوة التي نمتنع عن إيداعها في محفظة الجيب لأحد الأشخاص نظير عمل صحفي كتابي يلزم تجنبها بنفس القدر بالنسبة لتلك التي يتم إيداعها بصفة عامة في محفظة الجيب الخاصة بشخص آخر نظير خدمة غير قانونية؛ ولا يمكن التهرب من المسؤولية الفردية من خلال الاحتجاج بتعليمات الآخرين أو حصولهم على الأرباح منهم.
أؤمن أن الإعلانات والأخبار والأعمدة التحريرية ينبغي أن تخدم المصالح العليا للقراء؛ وأنه يلزم الكشف عن معيار واحد للحقيقة المفيدة والنقاء للجميع؛ وأن الاختبار الأعلى للصحافة الجيدة يمثل مقياسًا لمعرفة مستوى الخدمة العامة التي تقدمها.
أؤمن أن الصحافة التي تتطور من أحسن إلى أحسن تستحق النجاح وأنها تخاف الإله وتحترم الإنسان؛ فهي ذات استقلالية متينة، ولا يثنيها كبرياء رأي أو جشع سلطة؛ إن هذه الصحافة بناءة ومتساهلة، ولا يمكن وصفها مطلقًا باللامبالاة، كما أنها ذات رقابة ذاتية، وصبورة، ودائمًا ما تحترم قراءها ولكن لا تهاب شيئًا أبدًا، وسرعان ما تثور على الظلم؛ ولا يمكن التأثير عليها بدعوى الشرف أو صخب الغوغاء، وتسعى إلى منح كل شخص فرصة، وفقًا للقانون، وأجرًا عادلًا، ويمكن أن يؤدي الاعتراف بالأخوة البشرية إلى أن يصل بها إلى هذه النتيجة، وتمنح فرصًا متكافئة، وبهذا يتبين أنها وطنية للغاية؛ حيث إنها تعزز النوايا الطيبة الدولية بإخلاص وترسخ لمبدأ الرفقة العالمية، إنها صحافة الإنسانية من وإلى العالم اليوم.